# Prosoplus oblitus
Prosoplus oblitus là một loài bọ cánh cứng trong họ Cerambycidae.